# Pandaka silvana
Pandaka silvana är en fiskart som först beskrevs av Barnard, 1943.  Pandaka silvana ingår i släktet Pandaka och familjen smörbultsfiskar. Inga underarter finns listade i Catalogue of Life.